# クリス・アーチャー
クリストファー・アラン・アーチャー（Christopher Alan "Chris" Archer, 1988年9月26日 - ）は、アメリカ合衆国ノースカロライナ州ローリー出身のプロ野球選手（投手）。右投右打。
愛称はオレステス・デストラーデが名付けたフラーコ・フエルテ（Flaco Fuerte）。

## 経歴

### プロ入りとインディアンス傘下時代
2006年のMLBドラフト5巡目（全体161位）でクリーブランド・インディアンスから指名され、プロ入り。

### カブス傘下時代
2008年12月31日にマーク・デローサとのトレードで、マイナー2選手と共にシカゴ・カブスに移籍した。
2010年はA+級デイトナ・カブスとAA級テネシー・スモーキーズで15勝3敗・防御率2.34を記録（7月に昇格）し、11月19日にルール・ファイブ・ドラフトでの流出を避けるためにカブスの40人枠に入った。オフには「ベースボール・アメリカ」誌から、マイナー全体で27位の有望株に選ばれた。

### レイズ時代

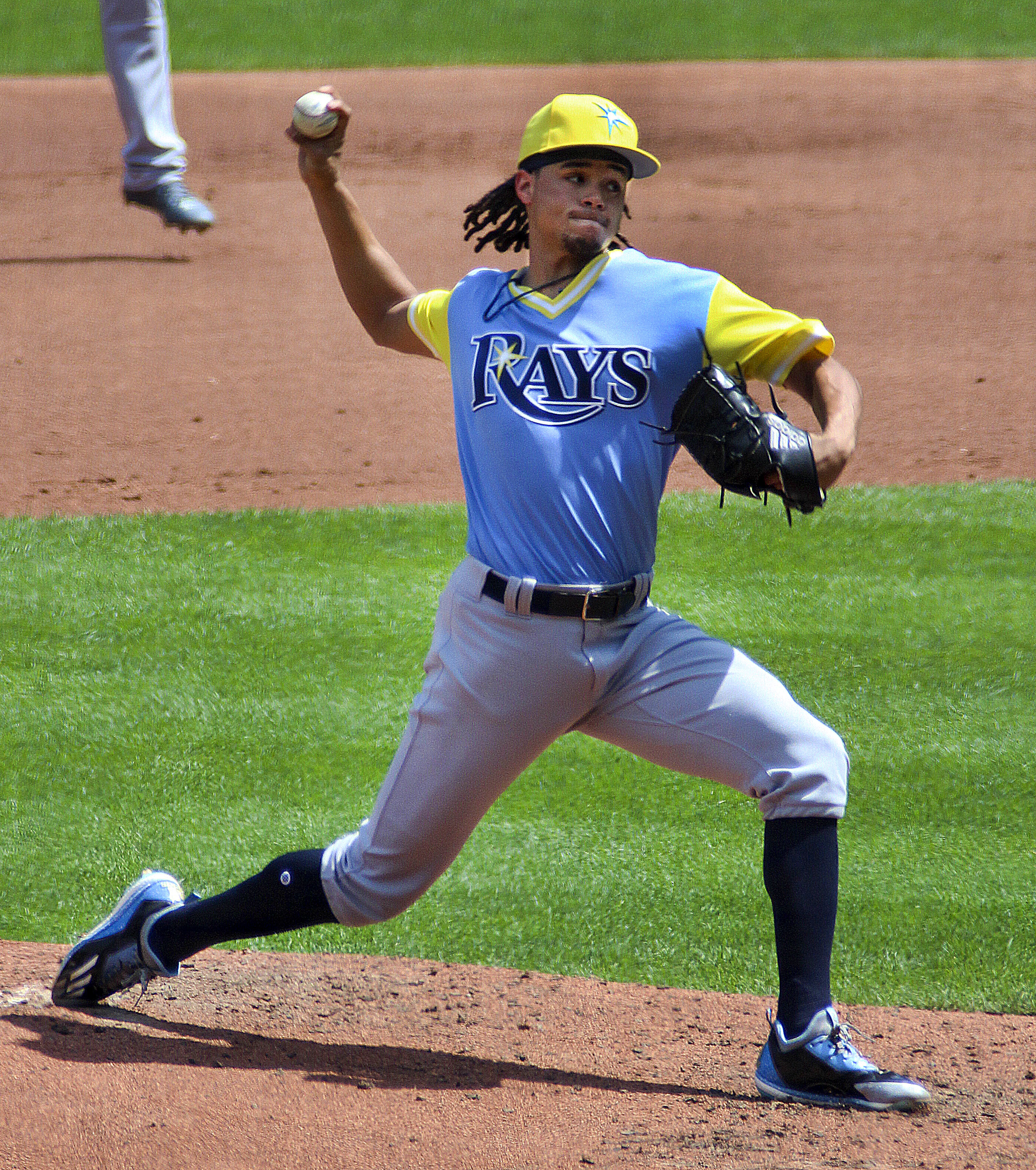
タンパベイ・レイズ時代
(2017年8月27日)

2011年1月8日にマット・ガーザを中心とした大型トレードによって、サム・ファルド、李學周、ブランドン・ガイヤー、ロビンソン・チリノスと共にタンパベイ・レイズへ移籍した。
2011年は主にAA級モンゴメリー・ビスケッツでプレー。147イニングで86四球を出すなど、制球に苦しんだが、シーズン終盤にはAAA級ダーラム・ブルズへ昇格した。
2012年6月20日のワシントン・ナショナルズ戦に先発でメジャーデビューし、6回3失点（自責点1）と好投したものの敗戦投手となった。4試合目となった9月13日のボルチモア・オリオールズ戦では延長11回から登板し、4イニング目で失点し、自身3連敗となった。次の9月19日のボストン・レッドソックス戦で5回3失点で初勝利を挙げた。
2014年4月2日にレイズと総額2550万ドルの6年契約（2020年・900万ドル、2021年・1100万ドルの球団オプション付き）に合意した。同年は32試合に投げ、うち20試合でQSをマークし、規定投球回到達と二桁勝利をマークした。また、ツーシームを多用した事で被本塁打を減らす事にも成功した。
2015年6月7日に史上初となる3試合連続での無四球・二桁奪三振を達成した（23イニングで38奪三振）し、この週のプレイヤー・オブ・ザ・ウィークも受賞した。オールスターにも選出され、4番手としてマウンドに登ったが、1.1イニングで1失点を喫した。リーグトップの34試合に先発登板。防御率3.23はリーグ6位、252奪三振はリーグ2位という成績を残したが、12勝13敗と負け越した。
2016年は打線の援護に恵まれず負け星が先行。9勝19敗となり、リーグ最多敗戦投手となった。リーグ2位タイの233奪三振・同2位の奪三振率10.4を記録。オフの11月11日に第4回ワールド・ベースボール・クラシック(WBC)のアメリカ合衆国代表への参加の意思を表明し、12月5日に選出された。
2017年はシーズン開幕前に選出されていた第4回WBCに参加。2次ラウンド終了後、代表から外されたが、3月22日の決勝プエルトリコ戦に勝利し、初の優勝を果たした。シーズンでは8月17日のトロント・ブルージェイズ戦で通算1000奪三振（史上9番目の早さとなる通算154試合目）とシーズン200奪三振を記録したが、トータルでは10勝12敗・防御率4.07と2年ぶりの二桁勝利を記録する一方、2年連続の負け越し・防御率4点台に終わった。奪三振はリーグ3位の249を記録し、奪三振率は自己最高の11.1だった。

### パイレーツ時代
2018年7月31日にオースティン・メドウズ、タイラー・グラスノー及び後日発表選手とのトレードで、ピッツバーグ・パイレーツへ移籍した。背番号は24。
2019年4月7日のシンシナティ・レッズ戦で、レッズのデレク・ディートリックに対して故意死球を狙った背中を通過する危険球を投じたことに激昂したヤシエル・プイグがアーチャーに殴り掛かったことをきっかけに両チームから選手が出てくる乱闘に発展、退場にはならなかったが後日MLBより5試合の出場停止と罰金（額は非公表）の処分を受けた。
2020年オフの10月31日に球団が延長オプションの放棄を発表したため、FAとなった。

### レイズ復帰
2021年2月9日に古巣のレイズと650万ドルの単年契約を結んだ。オフの11月3日にFAとなった。

### ツインズ時代
2022年3月28日にミネソタ・ツインズと275万ドルの単年契約を結んだ。2023年の契約はチームオプションとなる。
2022年オフにチームオプションを破棄され、FAとなった。

## 投球スタイル
オーバースローから、最速99.9mph（約160.8km/h）、平均94-95mph（約151-153km/h）のフォーシームと、決め球である平均87-88mph（約140-142km/h）のスライダーの二球種を主に使用し、平均85-86mph（約137-138km/h）のチェンジアップも投げ分ける。2014年まではツーシームも投げていたが2015年からは使用しなくなったものの、2018年に再び使用。さらにカーブも投げるようになった。奪三振率(K/9)が高く、MLB通算奪三振率は9.34。一方で、2021年からは速球よりもスライダー、カーブ、チェンジアップの割合を多くした技巧派に転身したため奪三振率は低くなっている。

## 詳細情報

### 年度別投手成績
| 年 度     | 球 団     | 登 板 | 先 発 | 完 投 | 完 封 | 無 四 球 | 勝 利 | 敗 戦 | セ 丨 ブ | ホ 丨 ル ド | 勝 率 | 打 者 | 投 球 回 | 被 安 打 | 被 本 塁 打 | 与 四 球 | 敬 遠 | 与 死 球 | 奪 三 振 | 暴 投 | ボ 丨 ク | 失 点 | 自 責 点 | 防 御 率 | W H I P |
| --------- | --------- | ----- | ----- | ----- | ----- | -------- | ----- | ----- | -------- | ----------- | ----- | ----- | -------- | -------- | ----------- | -------- | ----- | -------- | -------- | ----- | -------- | ----- | -------- | -------- | ------- |
| 2012      | TB        | 6     | 4     | 0     | 0     | 0        | 1     | 3     | 0        | 0           | .250  | 122   | 29.1     | 23       | 3           | 13       | 0     | 1        | 36       | 2     | 0        | 17    | 15       | 4.60     | 1.23    |
| 2013      | TB        | 23    | 23    | 2     | 2     | 2        | 9     | 7     | 0        | 0           | .563  | 525   | 128.2    | 107      | 15          | 38       | 2     | 8        | 101      | 7     | 0        | 49    | 46       | 3.22     | 1.13    |
| 2014      | TB        | 32    | 32    | 0     | 0     | 0        | 10    | 9     | 0        | 0           | .526  | 822   | 194.2    | 177      | 12          | 72       | 1     | 8        | 173      | 8     | 0        | 85    | 72       | 3.33     | 1.28    |
| 2015      | TB        | 34    | 34    | 1     | 1     | 0        | 12    | 13    | 0        | 0           | .480  | 868   | 212.0    | 175      | 19          | 66       | 0     | 3        | 252      | 13    | 0        | 85    | 76       | 3.23     | 1.14    |
| 2016      | TB        | 33    | 33    | 0     | 0     | 0        | 9     | 19    | 0        | 0           | .321  | 850   | 201.1    | 183      | 30          | 67       | 0     | 3        | 233      | 11    | 0        | 100   | 90       | 4.02     | 1.24    |
| 2017      | TB        | 34    | 34    | 0     | 0     | 0        | 10    | 12    | 0        | 0           | .455  | 852   | 201.0    | 193      | 27          | 60       | 0     | 5        | 249      | 15    | 0        | 101   | 91       | 4.07     | 1.26    |
| 2018      | TB        | 17    | 17    | 0     | 0     | 0        | 3     | 5     | 0        | 0           | .375  | 413   | 96.0     | 102      | 11          | 31       | 0     | 4        | 102      | 3     | 0        | 50    | 46       | 4.31     | 1.39    |
| 2018      | PIT       | 10    | 10    | 0     | 0     | 0        | 3     | 3     | 0        | 0           | .500  | 225   | 52.1     | 53       | 8           | 18       | 3     | 2        | 60       | 3     | 0        | 27    | 25       | 4.30     | 1.36    |
| '18計     | PIT       | 27    | 27    | 0     | 0     | 0        | 6     | 8     | 0        | 0           | .429  | 638   | 148.1    | 155      | 19          | 49       | 3     | 6        | 162      | 6     | 0        | 77    | 71       | 4.31     | 1.38    |
| 2019      | PIT       | 23    | 23    | 0     | 0     | 0        | 3     | 9     | 0        | 0           | .250  | 526   | 119.2    | 114      | 25          | 55       | 2     | 4        | 143      | 6     | 0        | 73    | 69       | 5.19     | 1.41    |
| 2021      | TB        | 6     | 5     | 0     | 0     | 0        | 1     | 1     | 0        | 0           | .500  | 83    | 19.1     | 18       | 3           | 8        | 0     | 0        | 21       | 1     | 0        | 11    | 10       | 4.66     | 1.34    |
| 2022      | MIN       | 25    | 25    | 0     | 0     | 0        | 2     | 8     | 0        | 0           | .200  | 437   | 102.2    | 87       | 12          | 48       | 0     | 3        | 84       | 3     | 0        | 56    | 52       | 4.56     | 1.31    |
| MLB：10年 | MLB：10年 | 243   | 240   | 3     | 3     | 2        | 63    | 89    | 0        | 0           | .414  | 5723  | 1357.0   | 1232     | 165         | 476      | 8     | 41       | 1454     | 72    | 0        | 654   | 592      | 3.93     | 1.26    |

- 2022年度シーズン終了時
- 各年度の太字はリーグ最高

### 年度別守備成績
| 年 度 | 球 団 | 投手  | 投手  | 投手  | 投手  | 投手  | 投手     |
| 年 度 | 球 団 | 試 合 | 刺 殺 | 補 殺 | 失 策 | 併 殺 | 守 備 率 |
| ----- | ----- | ----- | ----- | ----- | ----- | ----- | -------- |
| 2012  | TB    | 6     | 1     | 4     | 1     | 0     | .833     |
| 2013  | TB    | 23    | 6     | 13    | 2     | 1     | .905     |
| 2014  | TB    | 32    | 10    | 17    | 4     | 2     | .871     |
| 2015  | TB    | 34    | 5     | 22    | 2     | 3     | .931     |
| 2016  | TB    | 33    | 14    | 19    | 2     | 0     | .943     |
| 2017  | TB    | 34    | 8     | 6     | 1     | 0     | .933     |
| 2018  | TB    | 17    | 3     | 4     | 1     | 0     | .875     |
| 2018  | PIT   | 10    | 5     | 6     | 0     | 1     | 1.000    |
| '18計 | PIT   | 27    | 8     | 10    | 1     | 1     | .947     |
| 2019  | PIT   | 23    | 7     | 14    | 1     | 0     | .955     |
| 2021  | TB    | 6     | 0     | 0     | 0     | 0     | ----     |
| 2022  | MIN   | 25    | 2     | 6     | 0     | 1     | 1.000    |
| MLB   | MLB   | 243   | 61    | 111   | 14    | 8     | .925     |

- 2022年度シーズン終了時

### 表彰
- ルーキー・オブ・ザ・マンス：1回（2013年7月）
- ピッチャー・オブ・ザ・マンス：1回（2013年7月）
- プレイヤー・オブ・ザ・ウィーク：1回（2015年6月1日 - 6月7日）

### 記録
- MLBオールスターゲーム選出：2回（2015年、2017年）

### 背番号
- 22（2012年 - 2018年7月30日、2021年 - 同年終了）
- 24（2018年8月3日 - 2020年）
- 17（2022年）

### 代表歴
- 2017 ワールド・ベースボール・クラシック・アメリカ合衆国代表